# Belmont-sur-Vair
Pour les articles homonymes, voir Belmont.
Belmont-sur-Vair est une commune française située dans le département des Vosges en région Grand Est.
Ses habitants sont appelés les Belmontois.

## Géographie

### Localisation
Le village doit son nom à sa position à flanc de colline, sur la rive droite du Vair, à l'altitude moyenne de 450 mètres, un kilomètre en aval de Saint-Remimont. La départementale 13, entre Vittel et Châtenois, suit le cours de la rivière 30 mètres en contrebas. Belmont est à 11 km de chacune des deux villes, mais à seulement 11 km du chef-lieu de canton Bulgnéville et donc de l'accès à l'autoroute A31.

### Géologie et relief
Le territoire communal s'étend un peu sur la rive gauche du Vair, jusqu'au ruisseau du Mourotier, offrant une large prairie inondable. Le relief s'élève vers l'est de la commune, partie plus boisée d'où s'échappe notamment le ruisseau de la Prêle. Le point culminant est atteint au Happia (500 m), une colline qu'on peut rattacher aux monts Faucilles.

### Sismicité
Commune située dans une zone 1 de sismicité très faible.

### Hydrographie et les eaux souterraines
Hydrogéologie et climatologie : Système d’information pour la gestion des eaux souterraines du bassin Rhin-Meuse :
Territoire communal : Occupation du sol (Corinne Land Cover); Cours d'eau (BD Carthage),
Géologie : Carte géologique; Coupes géologiques et techniques,
 Hydrogéologie : Masses d'eau souterraine; BD Lisa; Cartes piézométriques.

#### Réseau hydrographique
La commune est située dans le bassin versant de la Meuse au sein du bassin Rhin-Meuse. Elle est drainée par le Vair, le ruisseau le Petit Vair, le ruisseau du Bois et le ruisseau de la Prele,.
Le Vair, d'une longueur totale de 65,3 km, prend sa source dans la commune de Dombrot-le-Sec et se jette  dans la Meuse à Maxey-sur-Meuse, en limite avec Greux, après avoir traversé 23 communes.

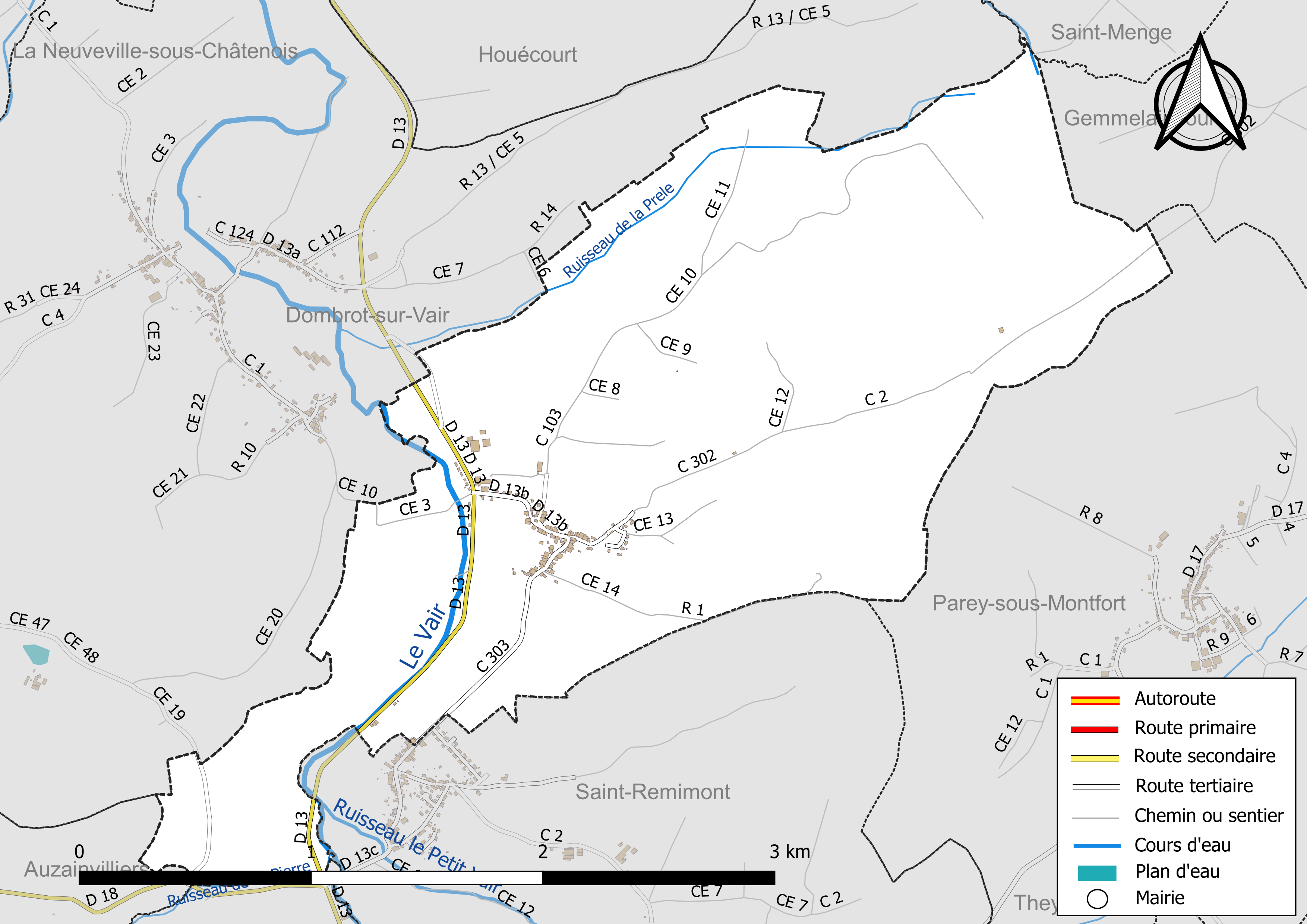
Réseaux hydrographique et routier de Belmont-sur-Vair.

Le Petit Vair, d'une longueur totale de 15,6 km, prend sa source dans la commune de Thuillières et se jette  dans le VairSaint-Remimont, en limite avec Belmont-sur-Vair, après avoir traversé six communes.

#### Gestion et qualité des eaux
Le territoire communal est couvert par le schéma d'aménagement et de gestion des eaux (SAGE) « Nappe des Grès du Trias Inférieur ». Ce document de planification, dont le territoire comprend le périmètre de la zone de répartition des eaux de la nappe des Grès du trias inférieur (GTI), d'une superficie de 1 497 km2,  est en cours d'élaboration. L’objectif poursuivi est de stabiliser les niveaux piézométriques de la nappe des GTI et atteindre l'équilibre entre les prélèvements et la capacité de recharge de la nappe. Il doit être cohérent avec les objectifs de qualité définis dans les SDAGE Rhin-Meuse et Rhône-Méditerranée. La structure porteuse de l'élaboration et de la mise en œuvre est le conseil départemental des Vosges.
La qualité des eaux de baignade et des cours d’eau peut être consultée sur un site dédié géré par les agences de l’eau et l’Agence française pour la biodiversité. 

### Climat
Pour des articles plus généraux, voir Climat du Grand Est et Climat des Vosges.
En 2010, le climat de la commune est de type climat de montagne, selon une étude du Centre national de la recherche scientifique s'appuyant sur une série de données couvrant la période 1971-2000. En 2020, Météo-France publie une typologie des climats de la France métropolitaine dans laquelle la commune est exposée à un climat océanique altéré et est dans la région climatique  Lorraine, plateau de Langres, Morvan, caractérisée par un hiver rude (1,5 °C), des vents modérés et des brouillards fréquents en automne et hiver. 
Pour la période 1971-2000, la température annuelle moyenne est de 9,4 °C, avec une amplitude thermique annuelle de 17,1 °C. Le cumul annuel moyen de précipitations est de 904 mm, avec 12,6 jours de précipitations en janvier et 9,7 jours en juillet. Pour la période 1991-2020, la température moyenne annuelle observée sur la station météorologique de Météo-France la plus proche, « Lignéville », sur la commune de Lignéville à 10 km à vol d'oiseau, est de 10,3 °C et le cumul annuel moyen de précipitations est de 856,3 mm. 
La température maximale relevée sur cette station est de 38,7 °C, atteinte le 25 juillet 2019 ; la température minimale est de −17,5 °C, atteinte le 20 décembre 2009,,. 
Les paramètres climatiques de la commune ont été estimés pour le milieu du siècle (2041-2070) selon différents scénarios d'émission de gaz à effet de serre à partir des nouvelles projections climatiques de référence DRIAS-2020. Ils sont consultables sur un site dédié publié par Météo-France en novembre 2022.

## Urbanisme

### Typologie
Au 1er janvier 2024, Belmont-sur-Vair est catégorisée commune rurale à habitat dispersé, selon la nouvelle grille communale de densité à sept niveaux définie par l'Insee en 2022.
Elle est située hors unité urbaine. Par ailleurs la commune fait partie de l'aire d'attraction de Vittel - Contrexéville, dont elle est une commune de la couronne,. Cette aire, qui regroupe 72 communes, est catégorisée dans les aires de moins de 50 000 habitants,.

### Occupation des sols
L'occupation des sols de la commune, telle qu'elle ressort de la base de données européenne d’occupation biophysique des sols Corine Land Cover (CLC), est marquée par l'importance des territoires agricoles (60,2 % en 2018), une proportion sensiblement équivalente à celle de 1990 (60,3 %). La répartition détaillée en 2018 est la suivante : 
forêts (39,7 %), prairies (34,9 %), terres arables (13,3 %), zones agricoles hétérogènes (12,1 %), zones urbanisées (0,1 %). L'évolution de l’occupation des sols de la commune et de ses infrastructures peut être observée sur les différentes représentations cartographiques du territoire : la carte de Cassini (XVIIIe siècle), la carte d'état-major (1820-1866) et les cartes ou photos aériennes de l'IGN pour la période actuelle (1950 à aujourd'hui).

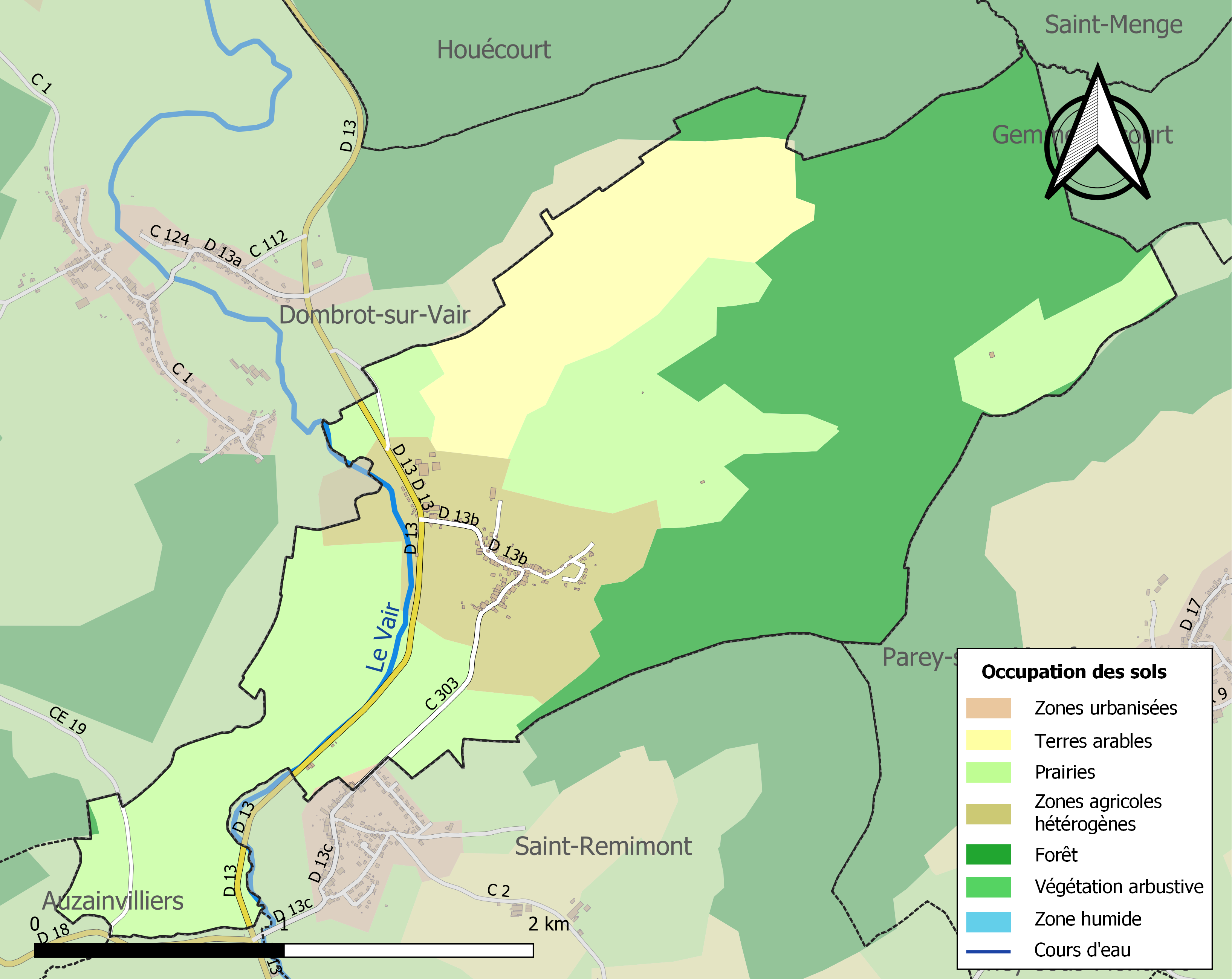
Carte des infrastructures et de l'occupation des sols de la commune en 2018 (CLC).

## Toponymie
Le nom de la localité est attesté sous les formes Apud Belmonte (1116) ; Belmont (1179) ; Beaumont (1322) ; Bermont (avant 1466) ; Bellemont (XVIe siècle) ; Bémont (1768) ; Belmont-sur-Vair (1779).
Le Vair est une rivière de la région Grand Est qui coule entièrement dans le département des Vosges.

## Histoire
Belmont est une ancienne seigneurie qui appartenait depuis le XVe siècle à la famille de Serocourt. Les armes de cette noble lignée se trouvent gravées sur les murs de l'église. 
Bien que seigneurerie, Belmont n'était pas une paroisse elle dépendait de celle de Saint Remimont. 
| Blason | Blasonnement : De gueules à la croix d’argent cantonnée de quatre billettes de même. Commentaires : Ce sont les armes de la famille Belmont, d'ancienne chevalerie, qui a donné son nom à la commune. |

Des mines de charbon sont exploitées de manière irrégulière par différentes compagnies entre les années 1820 et les années 1920.

## Politique et administration
| Période                                  | Période        | Identité                    | Étiquette | Qualité                      |
| ---------------------------------------- | -------------- | --------------------------- | --------- | ---------------------------- |
| Les données manquantes sont à compléter. |                |                             |           |                              |
| mars 1959                                | mars 2001      | Hubert Fontaine (1932-2019) |           | Comptable                    |
| mars 2001                                | mars 2014      | Henri Bodig (°1951)         |           | Instituteur                  |
| mars 2014                                | septembre 2021 | Florent Hatier (°1981)      |           | Contremaître. Démissionnaire |
| novembre 2021                            | En cours       | Nicolas Charnot             |           |                              |

### Budget et fiscalité 2022

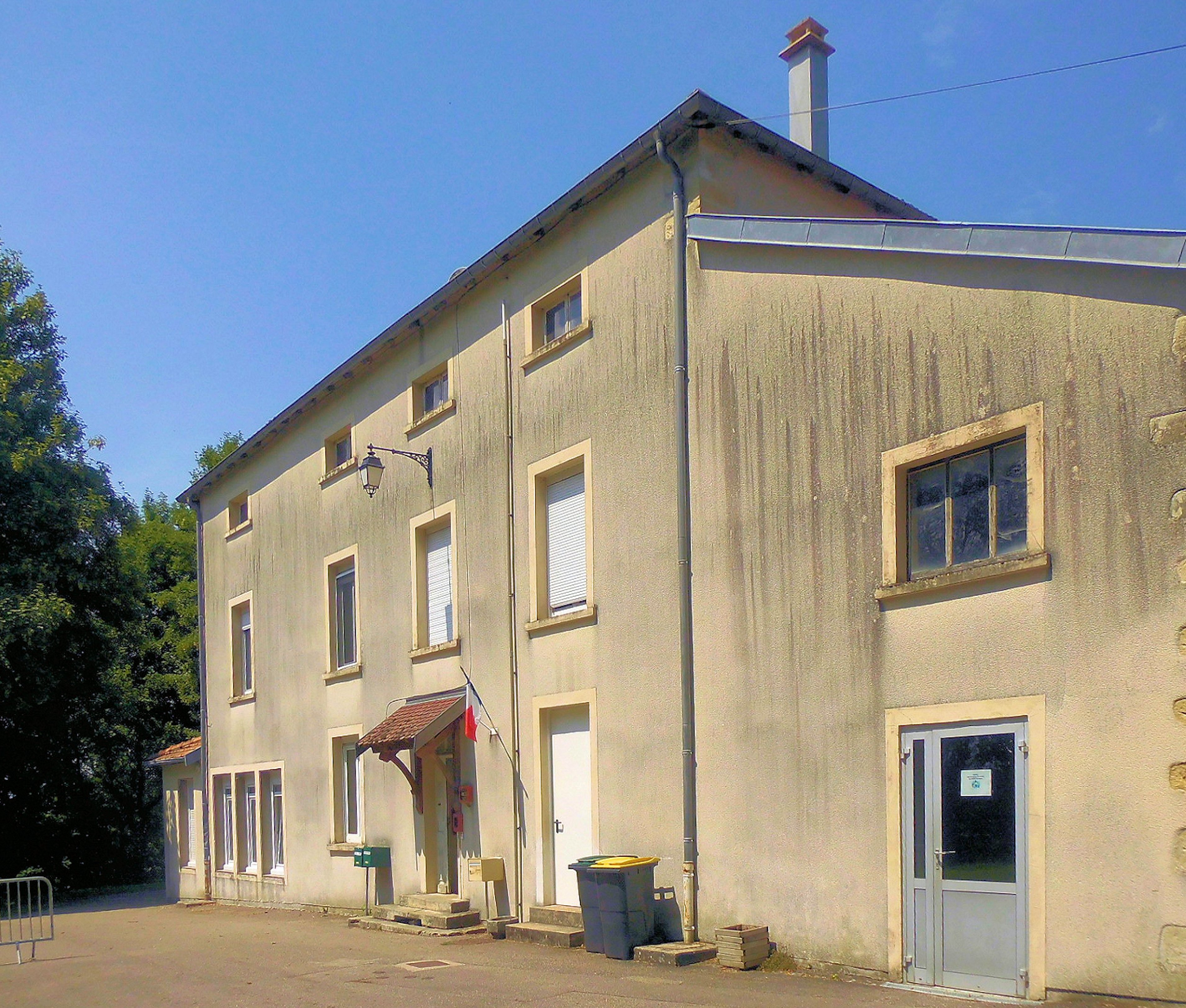
La mairie.

En 2022, le budget de la commune était constitué ainsi :
- total des produits de fonctionnement : 154 000 €, soit 1 147 € par habitant ;
- total des charges de fonctionnement : 103 000 €, soit 768 € par habitant ;
- total des ressources d'investissement : 15 000 €, soit 114 € par habitant ;
- total des emplois d'investissement : 37 000 €, soit 278 € par habitant ;
- endettement : 277 000 €, soit 2 708 € par habitant.

Avec les taux de fiscalité suivants :
- taxe d'habitation : 19,86 % ;
- taxe foncière sur les propriétés bâties : 36,12 % ;
- taxe foncière sur les propriétés non bâties : 28,72 % ;
- taxe additionnelle à la taxe foncière sur les propriétés non bâties : 38,75 % ;
- cotisation foncière des entreprises : 15,79 %.

Chiffres clés Revenus et pauvreté des ménages en 2021 : médiane en 2021 du revenu disponible, par unité de consommation : 22 820 €.

## Population et société

### Démographie

#### Évolution démographique
L'évolution du nombre d'habitants est connue à travers les recensements de la population effectués dans la commune depuis 1793. Pour les communes de moins de 10 000 habitants, une enquête de recensement portant sur toute la population est réalisée tous les cinq ans, les populations de référence des années intermédiaires étant quant à elles estimées par interpolation ou extrapolation. Pour la commune, le premier recensement exhaustif entrant dans le cadre du nouveau dispositif a été réalisé en 2006.

En 2022, la commune comptait 124 habitants, en évolution de +1,64 % par rapport à 2016 (Vosges : −2,96 %, France hors Mayotte : +2,11 %).
| 1793 | 1800 | 1806 | 1821 | 1831 | 1836 | 1841 | 1846 | 1856 |
| ---- | ---- | ---- | ---- | ---- | ---- | ---- | ---- | ---- |
| 225  | 300  | 348  | 330  | 354  | 345  | 352  | 329  | 278  |

| 1861 | 1866 | 1876 | 1881 | 1886 | 1891 | 1896 | 1901 | 1906 |
| ---- | ---- | ---- | ---- | ---- | ---- | ---- | ---- | ---- |
| 280  | 248  | 254  | 238  | 247  | 231  | 205  | 188  | 177  |

| 1911 | 1921 | 1926 | 1931 | 1936 | 1946 | 1954 | 1962 | 1968 |
| ---- | ---- | ---- | ---- | ---- | ---- | ---- | ---- | ---- |
| 169  | 131  | 122  | 140  | 152  | 141  | 145  | 134  | 124  |

| 1975 | 1982 | 1990 | 1999 | 2006 | 2011 | 2016 | 2021 | 2022 |
| ---- | ---- | ---- | ---- | ---- | ---- | ---- | ---- | ---- |
| 131  | 172  | 155  | 120  | 118  | 109  | 122  | 127  | 124  |

### Enseignement
Établissements d'enseignements :
- Écoles maternelles et primaires à Dombrot-sur-Vair, Mandres-sur-Vair, La Neuveville-sous-Châtenois, Houécourt, Saint-Remimont.
- Collèges à Mandres-sur-Vair, Vittel, Châtenois, Contrexéville, Mirecourt.
- Lycées à Mandres-sur-Vair,  Contrexéville, Mirecourt, Neufchâteau.

### Santé
Professionnels et établissements de santé :
- Médecins à Bulgnéville, Vittel, Contrexéville, Châtenois.
- Pharmacies à Bulgnéville, Vittel, Contrexéville, Châtenois.
- Hôpitaux à Vittel, Mattaincourt, Mirecourt, Neufchâteau.

### Cultes
- Culte catholique, Paroisses de la Vallée de Haute Moselle[32], Diocèse de Saint-Dié.

## Économie

### Entreprises et commerces

#### Agriculture
- Élevage de vaches laitières.
- Élevage d'ovins et de caprins.

#### Tourisme
- Hébergements et restauration à Vittel, Gironcourt-sur-Vraine, Contrexéville, Bulgnéville>.

#### Commerces
- Commerces et services de proximité.

## Lieux et monuments

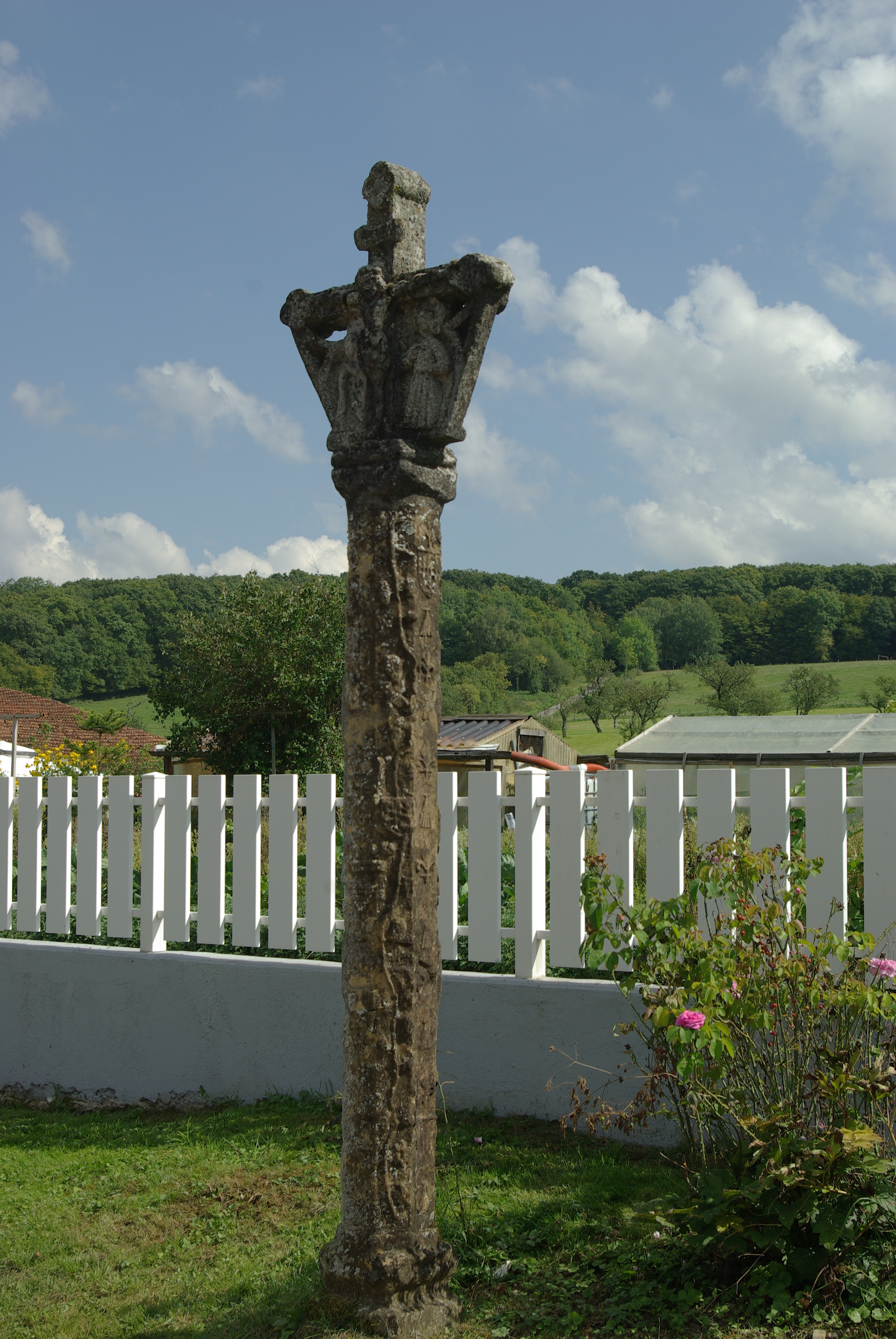
Croix classée au titre des monuments historiques, par arrêté du 27 septembre 1932.

| Édifices remarquables | Coordonnées                       |
| --- | --------------------------------- |
| L'église Notre-Dame-de-l'Assomption,                                                                                      | 48° 15′ 21,54″ N, 5° 54′ 23,87″ E |
| Le monument aux morts, près de l'église                                                                                   | 48° 15′ 21,67″ N, 5° 54′ 23,49″ E |
| L'ancien château | 48° 15′ 22,66″ N, 5° 54′ 23,62″ E |
| La croix de Belmont-sur-Vair fait l’objet d’un classement au titre des monuments historiques depuis le 27 septembre 1932. | 48° 15′ 13,8″ N, 5° 54′ 23,11″ E  |
| La mairie-école | 48° 15′ 14,18″ N, 5° 54′ 21,34″ E |

## Pour approfondir